# رابرت پرستون (هنرپیشه)
 رابرت پرستون (انگلیسی: Robert Preston؛ ۸ ژوئن ۱۹۱۸ – ۲۱ مارس ۱۹۸۷) بازیگر اهل ایالات متحده آمریکا بود. وی بین سال‌های ۱۹۳۸ تا ۱۹۸۵ میلادی فعالیت می‌کرد.
از فیلم‌هایی که وی در آن نقش داشته‌است، می‌توان به بو ژست، خون در ماه و چگونه غرب تسخیر شد اشاره کرد.